# NGC 911
NGC 911 est une galaxie elliptique située dans la constellation d'Andromède. NGC 911 a été découverte par l'astronome français Édouard Stephan en 1878.

## Caractéristiques
Sa vitesse par rapport au fond diffus cosmologique est de 5 554 ± 22 km/s, ce qui correspond à une distance de Hubble de 81,9 ± 5,7 Mpc (∼267 millions d'al).
À ce jour, deux mesures non basées sur le décalage vers le rouge (redshift) donnent une distance de 90,050 ± 15,486 Mpc (∼294 millions d'al), ce qui est à l'intérieur des valeurs de la distance de Hubble. Notons cependant que c'est avec la valeur moyenne des mesures indépendantes, lorsqu'elles existent, que la base de données NASA/IPAC calcule le diamètre d'une galaxie et qu'en conséquence le diamètre de NGC 911 pourrait être d'environ 40,5 kpc (∼132 000 al) si on utilisait la distance de Hubble pour le calculer.

## Supernova
La supernova SN 2006em a été découverte dans NGC 911 le 25 août 2006 par R. Mostardi, H. Khandrika et W. Li dans le cadre du programme LOSS (Lick Observatory Supernova Search) de l'observatoire Lick. Cette supernova était de type Ia-pec.